# Tischauffera
Tischauffera soll nach Carl Günther Ludovici ein kleines Volumenmaß für Flüssigkeiten in Venedig gewesen sein:
- 1 Tischauffera = 4 ½ Maß (Wiener) = 6,35 Liter
- 4 Tischauffera = 1 Quart[1]